# Baru (Jeumpa)
Baru is een bestuurslaag in het regentschap Aceh Barat Daya van de provincie Atjeh, Indonesië. Baru telt 457 inwoners (volkstelling 2010).